# NGC 2238
NGC 2238 је емисиона маглина у сазвежђу Једнорог која се налази на NGC листи објеката дубоког неба.
Деклинација објекта је + 5° 0' 47" а ректасцензија 6h 30m 40,3s. Привидна величина (магнитуда) објекта NGC 2238 износи 8,5 а фотографска магнитуда 6,0. NGC 2238 је још познат и под ознакама LBN 948.